# أندرو إيرل
أندرو إيرل (بالإنجليزية: Andrew Earl)‏ (15 سبتمبر 1982 في أستراليا - ) هو لاعب كرة طائرة أسترالي. شارك في الألعاب الأولمبية الصيفية 2004.

## وصلات خارجية
- أندرو إيرل على موقع أوليمبيديا (الإنجليزية)
- أندرو إيرل على موقع اللجنة الأولمبية الأسترالية (الإنجليزية)